# Podcrkvina
Podcrkvina (cyr. Подцрквина) – wieś w Bośni i Hercegowinie, w Republice Serbskiej, w gminie Vlasenica. W 2013 roku liczyła 122 mieszkańców.